# 20195 Mariovinci
20195 Mariovinci è un asteroide della fascia principale. Scoperto nel 1997, presenta un'orbita caratterizzata da un semiasse maggiore pari a 2,7159929 UA e da un'eccentricità di 0,1013908, inclinata di 8,28476° rispetto all'eclittica.